# Velars-sur-Ouche
Velars-sur-Ouche is een gemeente in het Franse departement Côte-d'Or (regio Bourgogne-Franche-Comté). De plaats maakt deel uit van het arrondissement Dijon. Velars-sur-Ouche telde op 1 januari 2022 1.829 inwoners.

## Geografie
De oppervlakte van Velars-sur-Ouche bedroeg op 1 januari 2022 12,13 vierkante kilometer; de bevolkingsdichtheid was toen 150,8 inwoners per km².
De onderstaande kaart toont de ligging van Velars-sur-Ouche met de belangrijkste infrastructuur en aangrenzende gemeenten.

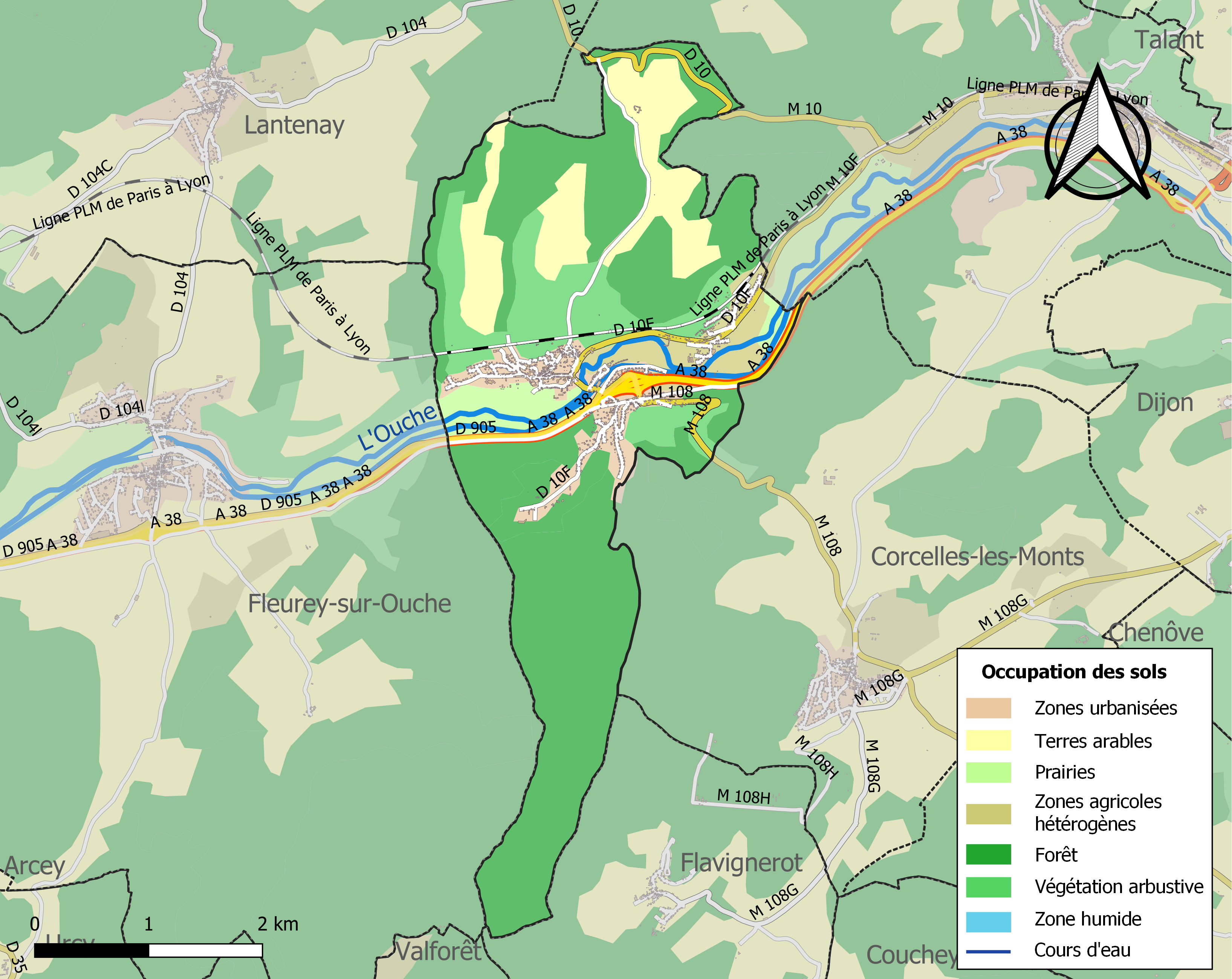

## Demografie
Onderstaande figuur toont het verloop van het inwonertal (bron: INSEE-tellingen).